# Dragon Ball Z Kai
Pour les articles homonymes, voir Dragon Ball (homonymie).
Autre
Dragon Ball Z Kai (ドラゴンボール 改, Doragon Bōru Kai, litt. Dragon Ball Kai) est une série animée basée sur la série animée Dragon Ball Z, produite pour célébrer les vingt ans de celle-ci (Dragon Ball Z a vu le jour le 26 avril 1989). Toei Animation a ainsi décidé de reconstituer, par le biais d’un second montage et d'une remastérisation, Dragon Ball Z dans une nouvelle version. Celle-ci se nomme Kai, qui selon le kanji 改 signifie « à nouveau », est plus courte avec notamment une réduction d’épisodes, bénéficiant d’une image et d’un son restaurés en HD.
Au Japon, la série est diffusée entre le 5 avril 2009 et le 27 mars 2011 puis entre le 6 avril 2014 et le 28 juin 2015, à raison d’un épisode par semaine (à 9 heures du matin heure locale le dimanche), sur Fuji Television. Les épisodes étaient diffusés en simultané en France sur J-One.
En France, la série est diffusée depuis le 2 mai 2011 en version originale sous-titrée français sur Game One, depuis le 29 mai 2011 en version française censurée sur Nickelodeon, Nickelodeon Teen et MTV depuis janvier 2012 en version française non censurée sur Game One.

## Histoire

### Prologue
Bien des années avant la quête des Dragon Ball, sur une planète lointaine peuplée de puissants guerriers nommés Saïyens, un enfant vient au monde dans une maternité, il s'appelle Kakarot. Deux hommes examinent son potentiel de combat. Celui-ci n’étant pas très élevé, l'enfant est destiné à être envoyé sur une lointaine planète afin de la conquérir.
Au même moment, un Saïyen du nom de Bardock, père de Kakarot, découvre les noirs desseins de son maître Freezer et se rebelle contre lui. Esquivant les coups et les attaques des sbires de Freezer, il se poste devant lui et lui envoie une boule d'énergie. Le tyran absorbe facilement l'attaque du Saïyen dans une énorme boule d'énergie qu'il envoie impitoyablement sur la planète, en direction de Bardock et des autres soldats, détruisant tout sur son passage, alors que la capsule de Kakarot vient juste de décoller. Bardock meurt sans regrets, ayant une vision de son fils adulte face au tyran juste avant de quitter ce monde.
Ayant échappé à la destruction de la planète des Saïyens, la capsule de Kakarot atterrit sur Terre, au Mont Paozu. Un vieil expert en arts martiaux, Son Gohan, le trouve à quelques mètres de sa capsule, le recueille et le prénomme Son Goku.
Ainsi commence la légende de Dragon Ball : Son Goku, ignorant tout de ses origines, a grandi auprès de celui qu'il considère comme son grand-père, rencontre Bulma, parcourt avec elle le monde à la recherche des Dragon Balls, se fait de nouveaux amis qui les rejoignent dans leur quête, combat de puissants adversaires dont les soldats de l'armée du Red Ribon et Piccolo, participe au Championnat du monde d'arts martiaux. Il se marie avec Chichi et tous deux ont un fils qu'ils prénomment Son Gohan, en hommage au grand-père adoptif de Son Goku.

### Synopsis
Depuis la planète Vegeta, un jeune enfant est envoyé sur Terre dans le but de détruire l'espèce humaine. Au même moment, son père, Bardock, tente de sauver son peuple, les Saiyans, des ambitions du terrible Freezer.
Trouvé et adopté sur Terre, le jeune enfant est alors renommé Son Goku. Aujourd’hui adulte, alors que lui et son fils, Son Gohan, partent rendre visite à leurs amis sur l’île de Tortue Géniale, un mystérieux guerrier extra-terrestre nommé Raditz arrive. Il dit être le frère de Son Goku et est venu rappeler à ce dernier sa mission en tant que Saiyan : anéantir l'espèce humaine.
Devant le refus de Son Goku, Raditz décide de kidnapper son fils Son Gohan pour l'obliger à accomplir sa mission.

### Production
En février 2009, Toei Animation annonce pour les 20 ans de la série la diffusion d'une nouvelle version de Dragon Ball Z remastérisée en HD appelé Dragon Ball Kai. Cette version inclura de nouveaux opening, ending, une nouvelle bande sonore et la version française bénéficiera d'un nouveau doublage. À l'international, la série a été renommée Dragon Ball Z Kai.
En 2011, des perturbations ont eu lieu dans la production, notamment le tremblement de terre et au tsunami du 11 mars 2011 qui amena à stopper la série. Le dernier épisode de la série a été diffusé en mars 2011 avec le 97e épisode, concluant ainsi la saga Cell.[réf. souhaitée] La saga Boo n'a donc pas été incluse dans cette première version. À la suite des problèmes de droit et plagiat, les nouvelles musiques créées pour la nouvelle série ont été remplacées par celle de Dragon Ball Z.En novembre 2012, les acteurs du doublage japonais, ont annoncé la suite de Dragon Ball Z Kai reprenant à la saga Boo.[source insuffisante]En avril 2013, Sean Schemmel, la voix américaine de Son Goku, confirme que la suite est bel et bien en cours de réalisation dans les studios de Funimation Entertainment aux États-Unis.
Le 14 février 2014, le magazine V Jump a annoncé officiellement que la saga Boo sera intégralement diffusée à partir du 6 avril 2014 sur Fuji TV, au Japon.
À la suite de cette annonce, Toei Animation a décidé de créer deux versions de la série, une japonaise et une internationale nommée Dragon Ball Z Kai: The Final Chapter (Version diffusée en France). La version internationale comprend huit épisodes hors série (non présent dans le manga original). La version japonaise a subi notamment des modifications spécifiques aux personnages, Boo par exemple a les yeux rouges, tandis qu'il garde les yeux blancs dans la version internationale. Les deux versions ont aussi des génériques d'ouverture et de fin différents.
La série s'achève fin juin 2015 et est composée de 159 épisodes pour la version japonaise et 167 pour la version internationale nommée Dragon Ball Z Kai: The Final Chapters,.

## Analyse de l’œuvre

### Inspiration et création de l'œuvre
Dragon Ball Z Kai se veut plus fidèle au manga d'Akira Toriyama que Dragon Ball Z, notamment en ce qui concerne la durée et le scénario, dont certaines périodes seront fortement raccourcies et certains sujets d'épisodes supprimés, comme le combat contre Garlic Junior. Un nouveau doublage est réalisé, et, dans un souci de moderniser la série, une nouvelle bande originale est proposée, composée par Kenji Yamamoto. Au niveau animation, de nombreuses scènes sont retouchées, mais ces modifications visuelles s'accompagnent, dans de rares cas, de très légères censures.[réf. nécessaire]

### Réception critique
La série a connu un grand succès au Japon, atteignant les 15 % de part de marché, alors qu'elle devait à l’origine atteindre au moins 12 %[réf. nécessaire]. Fuji TV a vu son taux d’audience augmenter grâce à Dragon Ball Z Kai et a ainsi battu des records, en seulement quelques semaines. Chaque dimanche, la série a attiré 4 millions de téléspectateurs[réf. nécessaire].
La série a connu une perte d'audience lors de la diffusion de la saga Cell.[réf. nécessaire]

### Censure
Les épisodes de Dragon Ball Z Kai sont censurés tant par rapport à la précédente version animée que par rapport au manga :
- dans le premier épisode, dans la partie introductive qui retrace l'histoire de Bardock, dans le plan où Kakarot est dans sa couveuse, le sexe du bébé a subitement disparu dans un pli du drap ;
- dans le troisième épisode, pendant le combat entre Son Goku, Piccolo et Raditz, le Makankosappo de Piccolo blesse mortellement Goku et Raditz. Dans la version d'origine, les deux hommes crachent du sang et leurs plaies sont largement apparentes, alors que dans cette version, le sang a disparu et les plaies profondes se sont métamorphosées en brûlures légères, notamment le trou dans la poitrine de Son Goku ;
- dans l'épisode 87, le doigt d'honneur du journaliste de la ZTV a disparu au moment où il fait des grimaces à Cell en compagnie de M. Satan ;
- dans l'épisode 131, l'explosion de la tête de l'un des organisateurs du tournoi est masquée par des feuilles d'arbres ;
- dans l'épisode 148, lors du combat entre C-17 et Piccolo, C-17, dans le mer, envoi une boule d'énergie transparente vers Piccolo
- Dans l'épisode 159, le cyborg C-18 repousse Cell 2e forme à deux reprises par des boules de feu roses sur une île.
- Dans l'épisode 160, Krilin attaque Cell parfait d'un kienzan.
- au 59e épisode, quand Yamcha se fait transpercer la poitrine par le cyborg C-20, la scène est identique à celle d'origine, par contre, elle s'accompagne d'un coloriage bleu à l'écran pour « masquer » le sang ;
- Dans l'épisode 234, Kaioshin attaque Boo d'une vague de kokoha
- dans la version américaine diffusé par 4Kids, Mister Popo est de couleur bleue. Cependant, dans la version américaine non-censurée et celle diffusée par Nicktoons, Mister Popo reste noir.

### Épisodes supprimés
Note : Dragon Ball Z Kai a supprimé ces épisodes pour se rapprocher le plus possible du manga. Mais certaines scènes qu'avait Dragon Ball Z et qui n'étaient pas dans le manga ont quand même été gardées. 
Saga Saiyans :
- épisode 11 (Vegeta et Nappa font une courte escale sur une planète avant d'arriver sur Terre et ils la détruisent) ;
- épisodes 12, 13 et 14 (Goku tombe dans l'enfer en empruntant le chemin du serpent. Il tombe nez à nez avec une sorcière qui tombe amoureuse de lui) ;
- épisodes 15 et 16 (Gohan s'entraîne dans un désert et sur une île où Piccolo ira le sauver) ;
- épisode 39 (Bulma, Gohan et Krilin prennent le vaisseau du Tout-Puissant pour se rendre sur Namek. En chemin, ils se font attaquer par plusieurs vaisseaux).

Saga Namek :
- épisodes 40 à 43 (Bulma, Krilin et Son Gohan atterrissent sur une fausse planète Namek avec des fausses Dragons Balls) ;
- épisode 50 (Goku sort de son vaisseau et lance un Kamehameha pour l'éloigner d'une étoile à la suite d'une collision avec une météorite) ;
- épisodes 59 et 60 (Bulma perd la Dragon Ball à 4 étoiles et doit la protéger contre l'armée de Freezer) ;
- épisodes 108 à 117 (l'arc de Garlic Junior).

Saga Cell :
- épisode 125 (Goku et Piccolo passent le permis de conduire à la demande de Chichi) ;
- Dans l'épisode 160 Krilin attaque Cell parfait d'un kienzan. (Scène coupé)
- épisode 170 (en attendant le Tournoi de Cell, Goku et Gohan partent aider un village où tout le monde panique face à l'annonce de Cell. Tao Paï Paï fera une légère apparition) ;
- épisode 171 (Chichi se remémore les photos de famille, en particulier celles de Gohan) ;
- épisodes 195 à 199 (saga Tournoi de l'au-delà).

Saga Boo : 
Dans l'épisode 234 Kaioshin attaque Boo d'une vague de kikoha (scène coupé) 
- épisodes 273 à 275 (Vegeta et Goku ont beaucoup de péripéties dans le corps de Boo).

## Anime

### Fiche technique
- Titre original : ドラゴンボール 改 (Doragon Bōru Kai)
- Titre français : Dragon Ball Z Kai
- Création : Akira Toriyama
- Réalisation : Yashuhiro Nowata
- Scénario : Takao Koyama, Katsuyuki Sumisawa, Aya Matsui, Hiroshi Toda, Keiji Terui, Sumio Uetake et Toshiki Inoue (d’après le manga Dragon Ball d'Akira Toriyama)
- Direction artistique : Yasuhiro Nowatari
- Décors : Ken Tokushige
- Character designer : /
- Montage : Kenta Katase
- Musique : Kenji Yamamoto, Shunsuke Kikuchi et Norihito Sumitomo
- Studio d'animation : Toei Animation
- Production : Gô Wakabayashi, Kazuya Watanabe, Kohei Obara, Kyotaro Kimura et Makoto Seino ; Atsunori Kazama
- Sociétés de production : Fuji TV et Tōei Animation
- Pays d’origine :  Japon
- Langue originale : japonais
- Genre : Aventure, fantastique
- Durée : 22 minutes
- Nombre d'épisodes, licence et date de première diffusion :
  -  Version japonaise : 159 (terminé), licence Toei Animation, diffusé du 5 avril 2009 au 27 mars 2011 et du 6 avril 2014 au 28 juin 2015 sur Fuji Television ;
  -  Version française : 167 (terminé), licence Toei Animation France, diffusé depuis le
    - 29 mai 2011 sur Nickelodeon (en VF censurée)
    - janvier 2012 au 3 février 2016 sur Game One (en VF intégrale)
    - 1er septembre 2014 sur J-One[15] (en VF intégrale)

### Musiques
Toute la bande sonore de la série a également été refaite, ce qui a parfois été critiqué par les fans. Le thème d'introduction se nomme Dragon Soul et le premier thème de clôture se nomme Yeah! Break! Care! Break! (Ya-Bure-Ka-Bure), tous deux interprétés par le chanteur Takayoshi Tanimoto. Le second thème de clôture se nomme Kokoro No Hane interprété par Team Dragon from AKB48.
En mars 2011, le compositeur attitré de cette déclinaison Kai est accusé d'avoir plagié plusieurs œuvres, notamment la bande originale du film Avatar de James Cameron. Toei Animation prend alors la décision d'amputer les 2 derniers épisodes de la série de la bande-son initialement prévue, et de la remplacer par la bande-son originale de Dragon Ball Z, composée à l'époque par Shunsuke Kikuchi.
Game One a diffusé une version originale sous-titrée en français des premiers épisodes dans laquelle la bande-son de Dragon Ball Z a été intégrée. Les nouvelles musiques créées pour cette série ont été ensuite totalement retirées par la Toei.[réf. nécessaire]

### Diffusion
Pour la télévision, les droits de la série ont été acquis par Game One et Nickelodeon. La première diffuse une version non censurée tandis que Nickelodeon diffuse une version censurée destinée à un public plus jeune. À la suite de la création de la chaine J-One, les épisodes sont également diffusés sur cette chaîne depuis octobre 2013.

### Doublage
Note :
1. La liste est présentée dans l'ordre chronologique d’apparition.

- Masako Nozawa (VF : Patrick Borg) : Son Goku, Bardock
- Shigeru Chiba (VF : Marc Bretonnière) : Grand-père Son Gohan
- Hiromi Tsuru (VF : Céline Monsarrat) : Bulma
- Masaharu Satō (VF : Gilbert Levy) : Tortue Géniale[NB 1]
- Mayumi Tanaka (VF : Monique Nevers) : Krilin
- Naoki Tatsuta (VF : Philippe Ariotti) : Oolong
- Takeshi Kusao (VF : Vincent de Bouard) : Upa
- Mayumi Tanaka (VF : Marc Bretonnière) : Yajirobe
- Youko Kawanami (VF : Marie Giraudon) : Madame Brief
- Jōji Yanami (VF : Marc Bretonnière) : Monsieur Brief
- Tōru Furuya (VF : Éric Legrand) : Yamcha
- Hikaru Midorikawa (VF : Marc Bretonnière) : Tenshinhan[NB 1]
- Hiroko Emori (VF : Céline Monsarrat) : Chaozu
- Ichirō Nagai (VF : Céline Monsarrat), Antoine Nouel épisode 112 et 113 : Maître Karin
- Yasuhiko Kawazu (VF : Éric Legrand) : M. Popo
- Takeshi Aono et Bin Shimada (épisode 66 uniquement) (VF : Michel Ruhl) : Le Tout-Puissant
- Takeshi Aono (VF : Philippe Ariotti) : Démon Piccolo
- Naoko Watanabe (VF : Jennifer Fauveau [1re voix puis Anouck Hautbois 2e voix pour Chichi]) : Chichi et Pual
- Masako Nozawa (VF : Brigitte Lecordier) : Son Gohan enfant
- Toshio Furukawa (VF : Philippe Ariotti) : Piccolo
- Shigeru Chiba (VF : Antoine Nouel) : Raditz
- Daisuke Gōri, puis Ryūzaburō Ōtomo (VF : Marc Bretonnière) : Roi Enma
- Yūsei Oda (VF : Antoine Nouel) : Le guide du chemin du serpent
- Mayumi Tanaka (VF : Céline Monsarrat) : Baba la voyante
- Takahiro Fujimoto (VF : Antoine Nouel) : Bubbles
- Yūsuke Numata (VF : Antoine Nouel) : Grégory
- Jōji Yanami (VF : Gilbert Levy) : Maître Kaioh
- Daisuke Gōri, puis Ryūzaburō Ōtomo (VF : Marc Bretonnière) : Gyumao
- Kenji Utsumi puis Ryūzaburō Ōtomo (VF : Antoine Nouel) : Shenron
- Ryō Horikawa (VF : Éric Legrand) : Vegeta
- Tetsu Inada (VF : Éric Peter) : Nappa
- Aya Hirano (VF : Marie Giraudon) : Dende[NB 1]
- Taiten Kusunoki (VF : Marc Bretonnière) : Nail
- Junpei Takiguchi (VF : Gilbert Levy) : Grand Doyen des Namek
- Daisuke Gōri, puis Ryūzaburō Ōtomo (VF : Antoine Nouel) : Polunga
- Takahiro Yoshimizu (VF : Gilbert Levy) : Apple
- Hiroaki Miura (VF : Antoine Nouel) : Zabon
- Takashi Nagasako (VF : Éric Peter) : Dodoria
- Ryūsei Nakao (VF : Philippe Ariotti) : Freezer
- Katsuyuki Konishi (VF : Emmanuel Karsen) : Ginyu
- Seiji Sasaki (VF : Thierry Mercier) : Recoome
- Masaya Onosaka (VF : Gilbert Levy) : Burter
- Naoki Imamura (VF : Marc Bretonnière) : Kiwi
- Daisuke Kishio (VF : Benoît DuPac) : Jeice
- Yasuhiro Takato (VF : Gilbert Levy) : Guldo
- Ryūzaburō Ōtomo (VF : Marc Bretonnière) : Roi Cold
- Takeshi Kusao (VF : Mark Lesser) : Trunks du futur
- Koji Yada (VF : Julien Kramer) : Docteur Gero / C-20
- Yukitoshi Hori (VF : Antoine Nouel) : C-19
- Miki Itō (VF : Brigitte Lecordier) : C-18
- Shigeru Nakahara (VF : Thierry Bourdon et Vincent de Bouard (épisode 163 uniquement)) : C-17
- Hikaru Midorikawa (VF : Marc Bretonnière) : C-16
- Unshō Ishizuka (VF : Frédéric Bouraly) : M. Satan
- Norio Wakamoto (VF : Julien Kramer et Antoine Nouel (récapitulatif de l'épisode 99 et épisode 159 uniquement)) : Cell
- Jōji Yanami (VF : Michel Ruhl) : Le narrateur
- Masako Nozawa (VF : Mark Lesser) : Son Gohan
- Masako Nozawa (VF : Brigitte Lecordier) : Son Goten
- Takeshi Kusao (VF : Anouck Hautbois (enfant), Antoine Nouel (ado)) : Trunks
- Shino Kakinuma (VF : Jennifer Fauveau) : Videl
- Megumi Urawa (VF : Brigitte Lecordier) : Erasa
- ? (VF : Vincent de Bouard) : Shapner
- ? (VF : Philippe Siboulet) : Idasa
- Tamotsu Nishiwaki (VF : Éric Legrand) : L'arbitre du Championnat du monde d'arts martiaux
- Yūji Mitsuya (VF : Vincent de Bouard) : Shin le Dieu Kaio de l'Est, Kibitoshin
- Shin Aomori (VF : Marc Bretonnière) : Kibito
- Hisao Egawa (VF : Marc Bretonnière) : Spopovitch
- ? (VF : Antoine Nouel) : Yamu
- ? (VF : Franck Sportis) : Killer
- Bin Shimada (VF : Philippe Ariotti) : Babidi
- Ryūzaburō Ōtomo (VF : Antoine Nouel) : Dabra
- ? (VF : Renaud Durand) : Puipui
- Kōzō Shioya (VF : Patrick Borg et Antoine Nouel (Boo originel uniquement)) : Boo
- Masako Nozawa et Takeshi Kusao (VF : Brigitte Lecordier) : Gotenks
- Ryōichi Tanaka (VF : Gilbert Levy) : Doyen Kaio
- Naoki Tatsuta (VF : Antoine Nouel) : Bibidi
- Masako Nozawa et Ryō Horikawa (VF : Éric Legrand) : Vegetto
- Shino Kakinuma (VF : Jennifer Fauveau) : Pan
- Hiromi Tsuru (VF : Brigitte Lecordier) : Bra
- Megumi Urawa (VF : Marie Giraudon) : Oob

- Version française
  - Société de doublage : Studio Chinkel[19],[20],[21]
  - Direction artistique : Antoine Nouel[20],[21]
  - Adaptation des dialogues : David Ecosse, Hélène Castets, Isabelle Legros, Marie Fuchez et Thibault Codevelle
  - Enregistrement et mixage : Jean-Christophe Sabatier

Sources VF : RS Doublage

## Produits dérivés

### Sorties DVD et Blu-ray
Pour le support numérique, AB Video a acquis les droits de la licence Dragon Ball Z Kai et a annoncé la sortie des 98 premiers épisodes de la série en deux coffrets intégrale en version française et originale sous-titrée :
1. Vol. 1 : Saga des Saïyens & Saga de Freezer en 9 DVD de 54 épisodes (1 à 54), sorti le 8 octobre 2012[24]
2. Vol. 2 : Saga des cyborgs & Saga de Cell en 8 DVD de 44 épisodes (55 à 98), sorti le 4 mars 2013[25].

En 2014, Kazé a ensuite acquis la licence Dragon Ball Z Kai y compris l'arc Boo, venu s'ajouter la même année au Japon. Les épisodes sont sortis en coffret DVD et Blu-ray sous quatre coffrets Box intégrale en version française et originale sous-titrée :
1. Box 1 : La saga des Saïyens / La saga de Namek
  1. Coffret Blu-ray en 5 disques de 49 épisodes (1 à 49), sorti le 26 novembre 2014[29]
  2. Coffret DVD en 10 disques de 49 épisodes (1 à 49), sorti le 8 avril 2015[30]
2. Box 2 : La fin de la saga de Namek / La saga des cyborgs / La saga de Cell
  1. Coffret Blu-ray en 5 disques de 49 épisodes (50 à 98), sorti le 26 novembre 2014[31]
  2. Coffret DVD en 10 disques de 49 épisodes (50 à 98), sorti le 8 avril 2015[32]
3. Box 3 : La saga de Boo
  1. Coffret Blu-ray en 4 disques de 35 épisodes (99 à 133), sorti le 20 mai 2015[33],[34]
  2. Coffret DVD en 6 disques de 35 épisodes (99 à 133), sorti le 20 mai 2015[33],[34]
4. Box 4 : La saga de Boo
  1. Coffret Blu-ray en 4 disques de 34 épisodes (134 à 167), sorti le 25 novembre 2015[35],[36]
  2. coffret DVD en 6 disques de 34 épisodes (134 à 167), sorti le 25 novembre 2015[35],[36]